# Skjaldfannarfjall
Skjaldfannarfjall är ett berg i republiken Island. Det ligger i regionen Västfjordarna, 210 km norr om huvudstaden Reykjavík. Toppen på Skjaldfannarfjall är 650 meter över havet.
Trakten runt Skjaldfannarfjall är nära nog obefolkad, med mindre än två invånare per kvadratkilometer. Det finns inga samhällen i närheten. Trakten runt Skjaldfannarfjall består i huvudsak av gräsmarker.